# Rodrigo Millar
Rodrigo Javier Millar Carvajal (n. 3 noiembrie 1981 în Arauco, Chile) este un fotbalist chilian, care joacă pentru Colo-Colo și pentru Echipa națională de fotbal a Chile.

## Titluri
| Sezon         | Club      | Titlu                          |
| ------------- | --------- | ------------------------------ |
| Apertura 2007 | Colo-Colo | Campion Primera Division Chile |
| Clausura 2007 | Colo-Colo | Campion Primera Division Chile |
| Clausura 2008 | Colo-Colo | Campion Primera Division Chile |
| Clausura 2009 | Colo-Colo | Campion Primera Division Chile |